# William Joel
William Joel ist ein US-amerikanischer Informatiker, Komponist und Lyriker.
Joel erlangte 1985 den Doktorgrad für Informatik an der Syracuse University mit einer Arbeit über die mathematischen Grundlagen von Computeranimationen. Er leitet das Department für Informatik der Western Connecticut State University und ist Direktor von deren Center for Graphics Research.
Daneben trat er als Komponist von überwiegend kammermusikalischen Werken hervor, in denen er Einflüsse der Neuen Musik, des Jazz und des Folk verbindet. Zudem veröffentlichte er Gedichte und betätigt sich als Storyteller.

## Werke
- Not So Shure, Trio für Klarinette, Violine und Harfe
- Dervish, Trio für Klarinette, Violine und Harfe
- Suite in Eb for Bass Clarinet and Piano
- Konzert für Cello und Kammer-Streichorchester
- Fingersnapin für vier Instrumente
- Sextet in D für zwei Trompeten, zwei Hörner, Posaune und Tuba
- Jig Slow für Streich- oder Bläserquartett
- Fuque für Streich- oder Bläsertrio
- Trio für zwei Flöten und Cello
- Cello out für Celloquartett
- Overture for the Unknown Musical, für kleines Orchester
- Septet für Flöte, Klarinette, Violine, Cello, Horn, Tuba und Perkussion
- Piano Quartet
- drei Streichquartette
- Tango für Violine und Tuba
- Elegy for Stringquartet
- Piece for Solo Stringed Instrument
- Autumn für Klavier
- Blue Jig für Klavier
- Egypt für Klavier
- Lullaby in G für Klavier
- Off Waltz für Klavier
- Slow Jig für Klavier
- Stream für Klavier